# Carolin Schilde
Carolin Schilde (* 7. Januar 1964 in Schönberg, Mecklenburg) ist eine deutsche Ministerialbeamtin und ehemalige Staatssekretärin in Brandenburg.

## Biografie
Carolin Schilde absolvierte ein Studium der Biologie und Chemie an der Pädagogischen Hochschule (PH) Potsdam mit Abschluss 1987 als Diplompädagogin. An der Universität Potsdam wurde sie 1992 promoviert mit der Arbeit Beiträge zur physikalisch-chemischen Charakterisierung und quantitativen Struktur-Wirkungsanalyse von potentiellen Arzneimitteln. 
Sie bildete sich für den Verwaltungsdienst fort und trat im Ministerium für Umwelt, Naturschutz und Raumordnung in den Dienst des Landes Brandenburg ein. Dort war sie ab 2005 Büroleiterin im Ministerbüro. Über verschiedene Karrierestufen wurde sie 2014 Abteilungsleiterin für Ländliche Entwicklung, Landwirtschaft und Forsten im  Ministerium für Infrastruktur und Landwirtschaft (MIL). Im Kabinett Kabinett Woidke II amtierte sie von November 2014 bis November 2019 als Staatssekretärin im Ministerium für ländliche Entwicklung, Umwelt und Landwirtschaft (MLUL).